# Ежен Мишел Антонијади
Ежен Мишел Антонијади (грч. Εὐγένιος Μιχαὴλ Αντωνιάδης; 1. март 1870 — 10. фебруар 1944) је био грчки астроном, рођен у Анадолији, који је провео већину свог живота у Француској по позиву Камила Фламариона. Познат је и по имену Еугениос Антонијадис.
Антонијади је постао познати посматрач Марса, који је прво подржавао идеју о постојању марсовских канала, али је након коришћења телескопа у Мендон опсерваторији током опозиције Марса 1909. године дошао до закључка да су канали оптичка илузија. Такође је посматрао и Венеру и Меркур. Извео је прве покушаје исцртавања мапе Меркура, али су његове мапе биле нетачне због погрешне претпоставке да је Меркур имао синхронизовану ротацију са Сунцем. Прва стандардна номенклатура албедо карактеристика Марса је представљена од остране Интернационалне астрономске уније када су прихватили 128 имена са Антонијадијеве мапе из 1929. године по имену La Planète Mars.
Кратер на Марсу и Антонијади кратер на Месецу су названи у његову част, као и Антонијади Дорсум на Меркуру. Такође је познат по стварању Антонијади скале видљивости, која се често користи међу астрономима аматерима.